# Луцій Вергіній Руф
Луцій Вергіній Руф (лат. Lucius Verginius Rufus; 14 — 97) — державний та військовий діяч Римської імперії, триразовий консул 63, 69, 97 років.

## Життєпис
Походив зі стану вершників Вергініїв. Народився у 14 році у м. Комнум. Став консулом у 63 році разом з Гаєм Меммієм Регулом. Після свого консульства Руф був призначений намісником провінції Верхня Германія. Коли Гай Юлій Віндекс повстав проти Нерона в 67 році, Руф привів армію проти нього і переміг бунтівників у 68 році в районі сучасного Безансона.
Після падіння Нерона легіони хотіли проголосити Руфа імператором на противагу Гальбі, але він відмовився прийняти владу. За це отримав тоді консульство разом з Луцієм Помпеєм Вопіском. Після смерті Отона у квітні 69 року легіонери знову запропонували імператорську владу Руфові, але він знову відмовився.
Після цього Вергіній від'їхав до берега Етрурії на свою віллу, де вів розмірене життя, пишучи вірші. Після вбивства імператора Доміціана, сенат обрав імператором літнього сенатора Нерву. Останній вибрав Віргінія Руфа як свого колегу по консулату 97 року. Однак, коли той почав говорити промову, він випадково впустив книгу, яку ніс, і нахилившись, щоб підняти її, послизнувся і зламав стегно. Руф помер незабаром після цього, отримавши державний похорон.